# Billy Kim
Kim Jang-hwan (en coréen : 김장환) dit Billy Kim est un pasteur chrétien baptiste sud-coréen né en 1934. Il a été le pasteur principal de Suwon Central Baptist Church à Suwon, Corée du Sud, le président de l’Alliance baptiste mondiale de 2000 à 2005 et le président de la chaine de radio chrétienne Far East Broadcasting Company Korea.

## Biographie
Billy Kim est né le 25 juillet 1934 à Suwon en Corée. En 1950, Billy a travaillé comme garçon de maison pour l'armée américaine durant la Guerre de Corée.  En 1951, le sergent Carl Powers l'a aidé à venir aux États-Unis pour étudier à l’Université Bob Jones de Greenville où il devient chrétien. Il étudie en études bibliques et obtient un Bachelor of Arts en 1956.  Cette même année, il fonde une station de radio chrétienne pour la Corée du Nord, la Chine, la Russie et la Mongolie et contribue à la création de l’antenne coréenne de Far East Broadcasting Company, une chaine de radio chrétienne internationale.
En 1958, il se marie avec Trudy rencontrée à l’université. Il obtient un master en 1959.

## Ministère
En 1959, il retourne en Corée du Sud et, en 1960, il devient pasteur principal de l’Église baptiste centrale de Suwon qui compte 10 personnes. En 1973, il est l’interprète de Billy Graham lors d’une campagne d’évangélisation. Il fonde plusieurs écoles à Suwon dont la Central Christian Academy en 1994. En 2004, il reçoit le prix humanitaire du Lions Clubs. En 2000, il devient président de l’Alliance baptiste mondiale jusqu’en 2005. En 2005, quand il se retire, l’Église baptiste centrale de Suwon compterait 15 000 personnes.  En 2018, il est intronisé au NRB Hall of Fame, qui récompense les personnes ayant apporté une contribution importante dans les télécommunications.